# Staryi Krym
Staryi Krym (tiếng Ukraina: Старий Крим) là một thành phố thuộc tỉnh Krym. Thành phố này có diện tích 9,97 km2, dân số theo điều tra dân số năm 2001 là 10101 người.